# Cory Jane
Cory Steven Jane (Lower Hutt, 8 de febrero de 1983) es un exrugbista neozelandés que se desempeñaba como wing. Fue internacional con los All Blacks de 2008 a 2014 y es campeón del mundo consagrado en Nueva Zelanda 2011.

## Biografía
Es maorí, descendiente de Ngāti Kahungunu.

## Carrera
Jugó para los Wellington Lions de la National Provincial Championship de 2003 a 2015 y para los Hurricanes del Súper Rugby desde 2007 y hasta 2017. Anteriormente jugó para Hawke's Bay y representó a los maoríes de Nueva Zelanda en 2006.

## Selección nacional
Estuvo en el equipo de Nueva Zelanda que ganó la medalla de oro de Rugby Sevens en los Juegos de la Commonwealth de 2006. Fue miembro de los All Blacks ganadores de la Copa Mundial de Rugby de 2011 . Unos días antes del partido de cuartos de final de Nueva Zelanda contra Argentina, Jane y su compañero All Black Israel Dagg fueron encontrados "actuando de manera curiosa" en un bar de Takapuna después de competir entre ellos para ver quién podía permanecer despierto más tiempo después de tomar pastillas para dormir. En 2011, Jane fue seleccionada en el equipo Tri Nations como cobertura de lesiones. Unas semanas más tarde formó parte del equipo de 30 de la Copa Mundial de Rugby después de una reñida competencia en los tres últimos. 
En 2012 jugó como lateral para los Hurricanes. No fue incluido en el equipo All Blacks de 2012 para la serie contra Irlanda debido a una lesión, pero fue seleccionado nuevamente para el Campeonato de Rugby de 2012 y formó parte del equipo que venció a Australia en las dos primeras pruebas de la Copa Bledisloe. Jane también jugó en los All Blacks para la gira de fin de año de 2012, en la que vencieron a Escocia, Gales e Italia.[cita requerida]
Jane sufrió una grave lesión en la pierna en enero de 2013, lo que le impidió participar en el Super Rugby y la serie contra Francia celebrada en junio. En octubre de 2013, fue llamado al equipo All Blacks después de dos partidos con Wellington en la Copa ITM . Más tarde fue nombrado en la banda derecha en el partido final de la Copa Bledisloe . pero descartado en la hora 11 por lesión y posteriormente sustituido por Charles Piutau. Fue agregado al equipo de los All Blacks para las pruebas de unión de rugby de fin de año de 2013. Regresó al rugby internacional luego de ser nombrado en la banda derecha contra Francia.
Jane estuvo a punto de ser elegida para el equipo de la Copa Mundial de Rugby 2015 de Nueva Zelanda.

### Participaciones en Copas del Mundo
Henry lo llevó a Nueva Zelanda 2011 como titular indiscutido, por lo que jugó todos los partidos (salvo uno como descanso) y le marcó un try a Les Bleus en la fase de grupos.
| Mundial                       | Sede          | Resultado | PJ | Tries |
| ----------------------------- | ------------- | --------- | -- | ----- |
| Copa Mundial de Rugby de 2011 | Nueva Zelanda | Campeón   | 6  | 1     |

## Palmarés
- Campeón de The Rugby Championship de 2010, 2012 y 2014.
- Campeón del Súper Rugby de 2016.